# Jan-Olof Franzén
Jan-Olof Birger Franzén, född Fransson 2 december 1935 i Ålems församling i Kalmar län, död 31 mars 2018 i Ljuders distrikt i Kronobergs län, var en svensk politiker (moderat), som var riksdagsledamot 1992–1998 för Kronobergs läns valkrets.
I riksdagen var han ledamot i skatteutskottet 1994–1998. Han var även suppleant i bostadsutskottet, försvarsutskottet och miljö- och jordbruksutskottet.